# Guðjón Baldvinsson
Guðjón Baldvinsson, född 15 februari 1986 i Garðabær, är en isländsk fotbollsspelare som spelar i Stjarnan. Baldvinsson spelar som anfallare. Han värvades till HBK inför Superettan-säsongen 2012.
Han värvades till Gais från KR Reykjavík inför säsongen 2009 och skrev på ett femårskontrakt med den svenska klubben. Redan efter en säsong återvände han dock till Reykjavík.
Baldvinsson har spelat flertalet matcher i isländska U17- och U21-landslagen och har även spelat i seniorlandslaget.